# Tammy Verge
Tammy Verge est une actrice, animatrice de télévision et de radio, scénariste et improvisatrice québécoise née à Québec le 23 juin 1975.

## Biographie

### De 1975 à 2000
Née le 23 juin 1975 à Québec, Tammy Verge obtient en 1993 son diplôme du Collège des annonceurs radio télévision. En 1999, Tammy a obtenu un baccalauréat en enseignement primaire et préscolaire à l'Université Laval. Avant d'être connue par Dieu merci! à TVA, elle a joué dans quelques pièces de théâtre, donc elle a déjà écrit ou scénariser des pièces pour le Groupe TAC com . Aussi elle a joué des rôles secondaires des séries télé , d'ailleurs elle a fait beaucoup d'improvisation dans sa ville natale. Elle est une des membres-fondateurs du collectif  Le P'tit rire jaune un groupe d'humour et d'improvisation qui a été fondé à Québec qui évolue maintenant à Montréal. Le groupe a donné des spectacles à Toronto, à Lyon, à  Brest et à Strasbourg.Le P'tit rire jaune a été du Zoofest de 2014 . Elle a fait de la radio à ÉNERGIE Québec 98,9  de 1998 à 1999.

### De 2000 à 2009
En 2007, Tammy Verge réussit à Montréal sa première audition, pour plusieurs rôles dans l’émission télévisée Dieu merci!. Avec Dieu merci! Tammy a pu avoir l'occasion de scénariser plusieurs sketchs humoristiques  . Entre autres en 2008 et 2010 elle a été en nomination au gala des Prix Gémeaux dans la catégorie Meilleure interprétation humour pour Dieu Merci ! . Pour l'année 2008 elle revint sur les planches dans la pièce Snack Bar chez Ben. Ensuite Tammy a joué à la télé le rôle de Chantal dans Ste-Madeleine PQ la série de  TQS et Manon la gérante de Billy Tellier et Alexandre Barrette dans Colocs.tv la série de  MusiquePlus. Par la suite Tammy a obtenu un rôle secondaire dans la série Ben et Jarrod, le temps d’une moll à Canal D. Elle participe au très controversé Bye Bye 2008 de  Radio-Canada, mais aussi au Théâtre dans Revue et corrigée de 2008. En 2009 elle reçoit une formation de jeu devant la caméra à Ateliers Danielle Fichaud .

### De 2010 à 2019
En 2010, elle collabore pour la saison 1 du show de Testé sur des humains avec Pierre-Yves Lord et Christopher Hall et le animé par André Robitaille à TVA.
Elle s'implique notamment dans la Ligue nationale d'improvisation (LNI). Elle est aussi impliquée très souvent dans le panel d'Atomes crochus à V. Entre 2010 à 2013, elle a été collaboratrice dans Un gars le soir à V, mais aussi elle a été scénariste pour plusieurs segments humoristiques dans ce show . Elle refait partie de Revue et corrigée pour le spectacle de 2010 .
En 2011, Tammy joue dans deux Webtélé Enquête romantique et Nouvelles-Minute. Elle fait une apparition dans le court métrage Ça prend des couilles et joue dans la pièce La potion d'amour au Théâtre Saint-Sauveur. Elle participe aussi au Les grands duels LNI  à Télé-Québec. Elle narre de 2011 à 2012 avec Alex Perron l'émission de rencontres Opération séduction pour V.
Elle a travaillé à CKOI 96,9 Montréal dans deux émissions qui sont présentement terminées, Debout Montréal   et Lunch de fou avec ses collègues Patrice Bélanger, Alexandre Barrette, Antoine Vézina, Réal Béland, Étienne Dano et Adib Alkhalidey. En 2012, Tammy se joint le spectacle de Dieu Merci ! Le spectacle et devient la marraine de l’oncologie pédiatrique du Centre hospitalier universitaire de Québec . Dans la même année elle apparaît dans les séries Mauvais Karma et Adam et Ève dans des rôles secondaires à Radio-Canada. Elle a joué deux personnages dans la série humoristique Et si ? à V et pour 2013 elle a été à nouveau mise en nomination au gala des Prix Gémeaux dans la catégorie Meilleure interprétation humour pour la série  Et si ? . Elle joue Caroline dans son premier film au cinéma dans Les Pee-Wee 3D : L'hiver qui a changé ma vie, don elle a donné la réplique à son fils Thomas Derasp-Verge. Elle joue aussi dans la Webtélé Oui allo ? . Le 7 avril 2013, elle participe au Face à face des célébrités Ford pour ramasser des fonds pour la Fondation des Canadiens pour l'enfance, pour l’équipe du capitaine Patrice Bélanger et de l’entraîneur Guy Carbonneau . Ensuite en 2013 elle joue dans la pièce Party de bureau et ce joint a la distribution de la pièce L’amour, la mort et le prêt-à-porter. Elle anime sa première et unique émission à canal Évasion qui est Devine où je vais dormir ce soir ?. Tammy est devenue porte-parole de la marque Cottonelle  en 2013 et de 2013 à 2014 pour Boulevard Toyota , à Québec.
Elle a joué un rôle secondaire dans la série VRAK la vie à VRAK. Dans la même année Tammy joue dans émission pour enfant Les étoiles de Fred sur Yoopa avec un certain Christian Essiambre et apparaît dans le Bye Bye 2013. Elle a co-animatrice de 2013 à 2023 dans Debout les comiques, tout aussi à CKOI animé par aussi ses collègues de travail Martin Cloutier, Billy Tellier, avec Patrice Bélanger de 2013 à 2019, mais aussi avec Julie Ringuette de 2019 à 2020 et par la suite avec Valerie Roberts 2020 à 2023. C'est au printemps 2023 qu'elle et son collègue Billy Tellier annoncent sur les ondes de  CKOI qu'ils ne reviendront pas à l'automne.
En 2014, Tammy obtient un rôle secondaire dans Les Jeunes Loups une série de  TVA, et la Webtélé Tezo. En 2014 elle et son amoureux Antoine Vézina devient ensemble porte-parole pour la campagne Voyagez bien protégé de l’Office de la protection du consommateur (OPC) . Par la suite entre 2014 et 2015 elle a été chroniqueuse pour l'émission Au-delà du clip sur MusiMax et elle a animé l'émission Fou des animaux sur Unis. Pour l'été 2015 Tammy se joint à l'équipe de collaborateurs de l'émission culturelle Sucré salé  à TVA. Le 29 mars 2015 elle reparticipe au Face à face des célébrités Ford pour ramasser des fonds pour la Fondation des Canadiens pour l'enfance, pour l’équipe du capitaine Patrice Bélanger et de l’entraîneur Jacques Demers . Entre 2015 et 207 elle co-anime avec Philippe Laprise l'émission Le Challenge hockey RDS EA Sports à RDS. Tammy fait une apparition dans une fausse bande d'annonce dans la web télé du Un show la nuit. En 2015, elle et son amoureux Antoine Vézina  participent à l'émission Les dieux de la danse de Radio-Canada, par la suite, on apprend qu'ils seront les porte-paroles de la 4e édition de Montréal joue en 2016 .
En 2016 et 2017, Tammy collabore et défend fièrement le Québec pour l'émission 100% Local  à Radio-Canada. Elle remporte la troisième saison de 100% Local. Elle tisse des liens d'amitié avec les autres collaborateurs de l'émission: Laura Lussier, Vincent Poirier, Christian Essiambre et Nicolas Ouellet, l'animateur.Le 2 avril 2016 elle surprend sa meilleure amie Marie-Soleil Dion à l’émission En direct de l'univers à Radio-Canada avec la chanson  Oh yeah ! de Les Denis Drolet . En mai 2016, elle participe au projet photo Profil Au Pluriel de la photographe Andréanne Gauthier  . Pour l'été 2016 elle a été collaboratrice à l'émission Par ici l’été qui est diffusée à Radio-Canada. Par ailleurs elle décroche un rôle secondaire mais important, celui de Sarah Faucher dans la saison 2 de la série Web Thérapie à TV5. À l'automne 2016 elle anime l'émission La course aux trésors d'Historia  à Historia , elle animera l'émission jusqu'à l'hiver 2017. Côté théâtre, à partir de 2016 Tammy joue dans la pièce de théâtre La liste de mes envies , d'ailleurs en 2017 elle part en tournée avec cette pièce. Pour l'été 2017, elle présentera la pièce au Théâtre Juste pour rire à Bromont, du 7 au 29 juillet. Elle a aussi participé en 2017 à un podcast de Donjons et Dragons  avec Les Appendices sur la chaine YouTube Es-Tu Game?. Entre la tournée de la pièce La liste de mes envies et la résidence de la pièce à Bromont, elle et son conjoint Antoine Vézina participent à un gala d'humour Le gala de Billy Tellier et Mario Jean au ComediHa! Fest-Québec . Le gala est diffusé en octobre sur les ondes de Radio-Canada . Au mois de juillet 2017 elle et son conjoint Antoine participent ensemble au quiz appelé QUIZ NIGHT au Mondial des Jeux . Entre-temps elle est juge pour l'émission En route vers mon premier gala Juste pour rire  sur illico.tv avec Jacques Chevalier, Sébastien Dubé et animée par Anaïs Favron. Pour l'automne 2017 elle devient capitaine de l'équipe de Québec dans la Ligue nationale d'improvisation (LNI) dans l'émission Le National d’impro à Télé-Québec . Le 7 octobre 2017 elle interprète  Hymne à Quebec  de Loco Locass pour son ami Pierre-Yves Lord à l’émissions En direct de l'univers à Radio-Canada . Par la suite, elle joue dans la Web série Garçon! disponible sur Facebook  et sur YouTube . Pour l’automne 2017 elle et son amoureux Antoine Vézina deviennent ambassadeurs de l’exposition Tohu-bohu Musée McCord qui a lieu du 19 novembre 2017 au 18 mars 2018 . Aussi on apprend qu’ils seront porte-paroles de la 21e édition Festival International du Film pour Enfants de Montréal (FIFEM) qui aura lieu du 3 au 11 mars 2018 . À la fin de 2017, on apprend que Tammy sera collaboratrice pour une émission animée par François Morency «Ouvrez les guillemets» à  Radio-Canada, d’ailleurs son conjoint Antoine sera lui aussi collaborateur pour cette émission . Elle sera également de la distribution de la pièce de théâtre Toc toc pour l’été 2018 au théâtre de Maison des arts Desjardins Drummondville à Drummondville du 13 juillet au 25 août 2018  et par la suite la pièce de théâtre sera en tournée à travers le Québec jusqu’au 11 mai 2019 . Au début de 2018, Tammy participe au projet en tant que porte parole, actrice de la plateforme Web de La CLEF (Compter, Lire et Écrire en Famille) du ministère de l’Éducation du Québec avec d’autres personnalités comme la blogueuse Geneviève Jetté, son ami, collège Martin Cloutier et d’autres personnalités . La plateforme s’adresse aux parents pour guider et accompagner leurs enfants à apprendre à lire, écrire et compter. Dans cette plateforme elle joue en trotte la maman de la tribu dans Webtélé Jess . Le 26 mars 2018, on apprend qu’elle a décoché un rôle dans la saison deux de la série Plan B  qui sera disponible le novembre 2018 sur la plateforme d' ICI Tou.tv  Extra de la section Véro.tv, aussi  la série sera diffusée à la télé entre 2019 et 2020 à Radio-Canada,. Le 20 avril 2018, elle participe à rendre hommage son bon ami Rémi-Pierre Paquin à émission Prière de ne pas envoyer de fleur à Radio-Canada . Le 28 mai 2018, on apprend sur le Facebook de Canal Vie qu’elle joindra à l’équipe de collaborateurs de Mélanie Maynard pour l’émission Club Mel à l’automne 2018 à Canal Vie avec Kim Rusk, Rosalie Bonenfant, Maxim Martin, Anna Beaupré Moulounda, Geneviève Pettersen, Gabriel D'Almeida Freitas et son amoureux Antoine Vézina . Le mercredi 12 septembre 2018, on apprend qu’elle jouera la navigatrice Mylène Paquette dans la pièce de théâtre La Promesse de la mer qui aura lieu à l’été 2019 à la Maison de la culture Francis-Brisson de Shawinigan , et il aura entre autres une mini-tournée en 2020 . En plus, elle travaille actuellement depuis l’automne 2018 sur un projet de bande dessinée avec son ami Marie-Chantal Perron et l’écrivain Kim Nunès qui sortira en septembre 2019 . En 2019 elle devine co- président d'honneur avec Antoine Vézina pour la soirée Napoléon voyage... en première classe!  au profil du Théâtre Hors Taxes .
Le 5 novembre 2019, Tammy lance sa première bande dessinée Copine et Copine co-écrite avec Marie-Chantal Perron et l’écrivain Kim Nunès. À la fin de 2019 elle joue un petit rôle dans le film Merci pour tout  de la réalisatrice Louise Archambault.

### Depuis 2020
Au début de 2020 elle devient « experte » pour l’émission Conseils d'amis en duo avec son amoureux Antoine Vézina à Canal Vie . À l’été 2020 elle anime deux spectacle webdiffusé pour la Fête du Canada à Québec en mode familial et en mode festif . À partir de l’hiver 2021 elle se joint à la distribution le la série humoristique  lol :-) à TVA, et fait une apparition avec son amoureux Antoine Vézina dans le gala Galas ComediHa! de P-A Méthot .
En septembre 2021 en devient collaboratrice pour le talk-show de Julie Snyder La semaine des 4 Julie  à Noovo . Puis à l’automne 2021 elle devient Intervieweuse pour l’émission Le Punch Club à Z . À la fin de 2021 elle joue dans la saison 2 de la série  Contre-offre sur la plateforme Crave mais aussi sera diffusée également diffusée à Noovo au début de 2022 . Elle  le rôle La Professeure dans le film La guerre nuptiale du réalisateur Maxime Desruisseaux qui est sorti en 2022 . 
À l’été 2022 elle joue dans la pièce de théâtre  Les Voisins au théâtre de la Salle Albert-Rousseau à Québec . À l’hiver 2023 elle reprend son rôle dans la pièce  Les Voisins pour la tournée de la pièce.

## Théâtre

### Pièce
- 1999 - 2009 : Groupe TAC com
- 2003 - 2007 : Mademoiselle C: Une surprenante conférencière
- 2008 : Snack Bar chez Ben
- 2011 : La Potion d’amour
- 2013 : Party de bureau
- 2013 : L'Amour, la mort et le Prêt-à-porter
- 2016 - 2017 : La Liste de mes envies
- 2018 - 2019 : Toc toc
- 2019 - 2020 : La Promesse de la mer
- 2022 - 2023 : Les Voisins

### Spectacle
- 2005 - 2015 : Le P'tit rire jaune
- 2008 et  2010 : Revue et corrigée
- 2012 : Dieu Merci ! Le spectacle
- 2017: Le gala de Billy Tellier et Mario Jean
- 2021: Le gala de P-A Méthot

## Filmographie

### Télévision
- 2002 : Le National d’impro Juste pour rire : elle-même
- 2005 : Casting : une étudiante
- 2007 :  Les Invincibles : Lucie
- 2007 : Virginie : une avocate
- 2007 - 2010 : Dieu merci! : rôles multiples
- 2007 : Ste-Madeleine PQ : Chantal
- 2008 - 2009 : Colocs.tv : Manon
- 2008 : Ben et Jarrod, le temps d’une molle : une voyante
- 2008 : Bye Bye 2008 : la mère
- 2011 : Les grands duels LNI : elle-même
- 2011 : La classique LNI au Grand Rire : elle-même
- 2012 : Mauvais Karma : la maquilleuse
- 2012 : Adam et Ève : médecin
- 2012 : Et si ? : Christian Laurence / Alain Chicoine
- 2013 : VRAK la vie : Jacqueline
- 2013 : Les étoiles de Fred : elle-même
- 2013 : Bye Bye 2013 :  Cynthia
- 2014 : Les Jeunes Loups : mère de Virginie
- 2016 : Web Thérapie : Sarah Faucher
- 2017 : Le National d’impro  : capitaine de l’équipe de Québec
- 2019 : Plan B : Catherine
- 2021- :LOL :-) : rôles multiples
- 2022 : Contre-offre : Rose Agostino
- 2023 : Stat: Céline Bourque

### Animation
- 2010 : Testé sur des humains : collaboratrice
- 2010 : La classique LNI au Grand Rire : animatrice
- 2010 - 2013 : Un gars le soir : collaboratrice
- 2011 - 2012 : Opération séduction : narratrice
- 2013 : Devine où je vais dormir ce soir ? : animatrice
- 2014  - 2015 : Au-delà du clip : chroniqueuse
- 2014 - 2015 : Fou des animaux : animatrice
- 2015 : Sucré salé : collaboratrice
- 2015 - 2017 : Le Challenge hockey RDS EA Sports : animatrice
- 2016 - 2017 : 100% Local : collaboratrice
- 2016 : Par ici l’été :  collaboratrice
- 2016 : 2017 : La course aux trésors d'Historia : animatrice
- 2017 : En route vers mon premier gala Juste pour rire : juge
- 2018 : «Ouvrez les guillemets» : collaboratrice
- 2018 : Club Mel : collaboratrice
- 2020 : Conseils d'amis : experte
- 2021 :Le Punch Club : intervieweuse
- 2021-2023 :La semaine des 4 Julie : collaboratrice
- 2024- : Soirée Quiz : animatrice

### Cinéma
- 2011 : Ça prend des couilles : la mère ou Marie
- 2012 : Les Pee-Wee 3D : L'hiver qui a changé ma vie d'Éric Tessier : Caroline
- 2019: Merci pour tout : animatrice radio
- 2022:  La guerre nuptiale : La Professeure

### Webtélé
- 2011 : Enquête romantique : Capucine
- 2011 : Nouvelles-Minute : chroniqueuse arts et spectacles
- 2012 : Oui allo ? : la mère parfaite
- 2014 : Pitch : Richard Venus
- 2014 : Tezo : mère de Tezo
- 2015 : Un show la nuit : elle-même
- 2017 : Donjons et Dragons : elle-même
- 2017 :Garçon! : une cliente
- 2018 :Jess : Jess, la maman de la tribu
- 2018 : Plan B : Catherine
- 2020 :  Fête du Canada à Québec en mode familial : elle-même
- 2020 :  Fête du Canada à Québec en mode festif : elle-même
- 2021 : Contre-offre : Rose Agostino

## Radio
- 1998 - 1999: La Jungle à  ÉNERGIE Québec 98,9  : collaboratrice
- 2012 : Debout Montréal  à CKOI 96,9 Montréal : coanimatrice
- 2012 - 2013 : Lunch de fou à CKOI 96,9 Montréal : coanimatrice
- 2013 -2023 : Debout les comiques! à CKOI 96,9 Montréal : coanimatrice